# What I Did for Love
What I Did for Love is een nummer van de Franse dj David Guetta uit 2015, in samenwerking met de Schotse zangeres Emeli Sandé. Het is de eerste single van Listen, het zesde studioalbum van Guetta.
Guetta zei over Sandé: "Ik hou van deze vrouw". Guetta wilde altijd al met Sandé samenwerken, nadat zij in 2012 Sia verving om met Guetta Titanium te spelen op de NRJ Music Awards. "What I Did for Love" en een nummer met rustige coupletten, maar na het refrein is er steeds een EDM-beat te horen. Het nummer bereikte de 30e positie in Guetta's thuisland Frankrijk, terwijl het in Sandé's thuisland het Verenigd Koninkrijk succesvoller was met een 6e positie. In het Nederlandse taalgebied werd de plaat een bescheiden hit; met een 34e positie in de Nederlandse Top 40, en een 24e positie in de Vlaamse Ultratop 50.

## Tracklijst
- Muziekdownload

1. "What I Did for Love" - 3:27